# HoldonGolf Projekt
A HoldonGolf Projekt 2013-ban alapított, független magyar színtársulat. A társulat Kathy Zsolt társulatvezetőn és Molnár Kristóf művészeti vezetőn kívül nem rendelkezik állandó tagokkal - az egyes produkciókhoz projekt alapon csatlakoznak a meghívott művészek. A civil-amatőr gyökerű HoldonGolf kortárs szellemiségben alkot, előadásaikban fontos szerep jut a néző szabad asszociációinak.

## Története
A HoldonGolf Projektet Kathy Zsolt amatőr színész alapította 2013-ban Budapesten, miután előző formációja, a Pendragon Színtársulat tíz év után befejezte működését. Az új társulat eredetileg Martin McDonagh ír szerző A Párnaember című darabjának színpadra állítása köré szerveződött, további produkciókat nem terveztek létrehozni.
A Párnaember próbái közben csatlakozott a társulathoz Molnár Kristóf színész-rendező, aki rövidesen művészeti vezetőként folytatta munkáját, s Kathy Zsolttal közösen kialakították a HoldonGolf hosszabb távú koncepcióját.

## Produkciói
A társulat repertoárján jelenleg olyan kortárs szerzők darabjai szerepelnek, mint Martin McDonagh (A Párnaember), Yasmina Reza (Művészet), Edward Albee (De ki az a Szilvia?) és Carlos Murillo (Dark Play).